# Petra Lovas
Petra Lovas (ur. 4 lipca 1980 roku w Budapeszcie) – węgierska tenisistka stołowa, uczestniczka igrzysk olimpijskich w 2016 roku. 

## Życiorys

### Mistrzostwa
Na Mistrzostwa Europy Juniorów w 1995 wraz z drużyną zajęła 5. miejsce. W 2007 roku zdobyła indywidualne mistrzostwo Węgier, a także została mistrzynią Europy w turnieju drużynowym. Rok później jej drużynie udało się zdobyć srebrno, a w 2011 na mistrzostwach w Gdańsku stanęły na najniższym stopniu podium. 

### Igrzyska olimpijskie
W maju 2008 udało jej się uzyskać kwalifikację olimpijską. Udział w nich zakończyła już w pierwszej rundzie. 
W czerwcu 2016 r. przyznano jej kwalifikacje olimpijskie na liście rezerwowej. W pierwszej rundzie pokonała 4:0 Egipcjankę Nadeen El-Dawlatly, zaś w drugiej przegrała z Koreanką Ri-Myong-sun 1:4.